# Mount Gawn
Mount Gawn är ett berg i Antarktis. Det ligger i Östantarktis. Nya Zeeland gör anspråk på området. Toppen på Mount Gawn är 2 190 meter över havet.
Terrängen runt Mount Gawn är huvudsakligen kuperad. Trakten är obefolkad. Det finns inga samhällen i närheten.